# Station Leśna Podlaska
Station Leśna Podlaska is een spoorwegstation in de Poolse plaats Leśna Podlaska.